# Seishi Kishimoto
Seishi Kishimoto (jap. 岸本 聖史 Kishimoto Seishi; * 8. November 1974 in Nagi, Präfektur Okayama, Japan) ist ein japanischer Manga-Zeichner. Er wurde vor allem durch seinen Shōnen-Manga 666 Satan bekannt, der in Nordamerika unter dem Namen O-Parts Hunter veröffentlicht wurde. Ein weiteres seiner Werke ist Blazer Drive, zu dem in Japan 2008 ein gleichnamiges Rollenspiel für Nintendo DS erschien. Nachdem die Serie 2011 abgeschlossen wurde, folgte ihr der seit 2012 laufende Manga Kurenai no Ōkami to Ashikase no Hitsuji.
Sein Zwillingsbruder ist Masashi Kishimoto, der ebenfalls als Mangaka arbeitet und durch seine Serie Naruto international bekannt wurde. Da sie gemeinsam aufgewachsen sind, ähneln sich auch ihre Stile. Von Fans wurde immer wieder einem von beiden vorgeworfen, den anderen zu kopieren.

## Bibliografie
- 666 Satan (666サタン), 2001–2007, 19 Bände
- Blazer Drive (ブレイザードライブ), 2008–2011, 9 Bände
- Kurenai no Ōkami to Ashikase no Hitsuji (紅の狼と足枷の羊),  2012–2013, 4 Bände
- Sukedachi Nine 助太刀09, seit 2014